# The Agency (série télévisée, 2024)
Pour les articles homonymes, voir Agency.
Production
Diffusion
The Agency est une série télévisée américaine adaptée de la série française Le Bureau des légendes créée par Éric Rochant. Écrite par Jez Butterworth et John-Henry Butterworth, cette nouvelle version est produite notamment par George Clooney et Grant Heslov. Elle est diffusée sur Showtime/Paramount+.
En France, la série est diffusée sur Canal+ à partir de mai 2025.

## Synopsis
La CIA possède un département chargé de former et de gérer des agents infiltrés en mission de longue durée et vivant sous couverture pendant des années, dans le but d'identifier et de recruter des sources de renseignement. L'un d'entre eux, surnommé Martian, est rappelé à Londres mais a du mal à oublier sa dernière fausse identité, surtout quand il retrouve une ancienne conquête, Samia Zahir, qu'il a dû abandonner après une mission.

## Distribution

### Acteurs principaux
- Michael Fassbender (VF : Jean-Pierre Michaël) : Brandon « Martian » Colby
- Jodie Turner-Smith (VF : Amélia Ewu) : Dr Samia « Sami » Zahir
- Jeffrey Wright (VF : Thierry Desroses) : Henry Ogletree
- Richard Gere (VF : Bruno Magne) : James « Bosko » Bradley
- Katherine Waterston (VF : Jessica Monceau) : Naomi
- Harriet Sansom Harris : Dr Rachel Blake
- John Magaro (VF : Antoine Schoumsky) : Owen Taylor
- Saura Lightfoot-Leon : Daniela « Gremlin » Ruiz
- Andrew Brooke (en) : Grand-père, agent de la CIA
- India Fowler (en) (VF : Elia-Carmine Robbe) : Poppy Cunningham, la fille de Martian
- Reza Brojerdi : Reza Mortazevi
- Alex Reznik : Piotr « Coyote » Rybak

### Acteurs récurrents
- Ambreen Razia (en) (VF : Marion Gress) : Blair
- Abdullahi Islaw : Abdel
- Alex Jennings (VF : Gérard Darier) : Frank
- Curtis Lum (VF : Stéphane Fourreau) : Guo
- Marcin Zarzeczny : Alexei Orekhov
- Violet Verigo : Sandy
- Adam Nagaitis : Grand-mère, agent de la CIA
- Bilal Hasna (en) (VF : Gabriel Bismuth-Bienaimé) : Simon
- Tom Vaughan-Lawlor : Ben
- Sabrina Wu : Raine Miller
- Edward Holcroft (VF : Marc Arnaud) : Dr Charlie Remy
- Sergej Onopko (VF : Kévin Goffette) : Dr Koval
- Oleksandr Rudynskyi (en) (VF : Augustin Bonhomme) : Sasha Boutenko
- Tim Samuels : Alex Kent-Jones
- Kurt Egyiawan (en) : Osman

### Invités
- Hugh Bonneville : James « Jim » Richardson
- David Harewood : Dalaga
- Dominic West (VF : Laurent Maurel) : le directeur de la CIA

 Source et légende : version française (VF) sur RS Doublage

## Épisodes
1. Le retour (The Bends)
2. Le test (Wooden Duck)
3. Distinguer un héron d’un faucon (Hawk from a Handsaw)
4. Blitz sur le quarterback (Quarterback Blitz)
5. La trappe (Rat Trap)
6. Espion à vendre (Spy For Sale)
7. Atterrissage forcé (Hard Landing)
8. La vérité vous libérera (Truth Will Set You Free)
9. Le Rubicon (The Rubicon)
10. Dépassé par les événements (Overtaken By Events)

## Production

### Développement
Dès 2017, il est annoncé qu'un projet de remake de la série française Le Bureau des légendes créée par Éric Rochant est en développement. Il est précisé qu'Alex Berger et Éric Rochant seront impliqués dans cette nouvelle version.En novembre 2018, Alex Berger évoque le projet : « c'est un garçon qui s'appelle Peter Langmann qui est un ex journaliste du New York Times qui connait bien le domaine du renseignement qui écrit le pilote pour AMC. La version américaine, si elle se fait, est adaptée du Bureau des légendes, mais c'est vraiment à la CIA avec un autre univers, d’autres intérêts géopolitiques et une autre organisation qui est très largement inspirée du Bureau des légendes. Ça s'appellera The Department. »
En février 2023, il est finalement annoncé que c'est Showtime qui a commandé la série,. Cette nouvelle version est notamment produite par George Clooney et Grant Heslov (via leur société Smokehouse), ainsi que par MTV Entertainment Studios et 101 Studios. George Clooney devait initialement réaliser des épisodes.
Joe Wright est engagé comme réalisateur des deux premiers épisodes. Les 10 épisodes sont écrits par les frères Jez Butterworth et John-Henry Butterworth (en).
En 2025, lors du festival de Cannes, Éric Rochant confirme à Paris Match n'avoir aucun lien avec le projet américain The Agency, et de ne plus être sous contrat avec la série d'espionnage de Canal+. Il indique en revanche travailler sur Secret People, une série d'espionnage, à l'international, en cours d'écriture, pour Canal+. 

### Attribution des rôles
En juin 2024, alors que la série est rebaptisée The Agency, Michael Fassbender est annoncé pour reprendre le rôle tenu par Mathieu Kassovitz dans la série originale,. Peu après, Jeffrey Wright, Richard Gere, Jodie Turner-Smith, Katherine Waterston et John Magaro rejoignent également la distribution,,,.
D'autres acteurs sont annoncés en août 2024 : Alex Reznik, Andrew Brooke, Harriet Sansom Harris, India Fowler et Saura Lightfoot-Leon.

### Tournage
Le tournage débute en avril 2024,. Les prises de vues ont également lieu à Tallinn en Estonie en septembre 2024 ainsi qu'au Caire en octobre 2024[réf. nécessaire].